# Survivalisme
El survivalisme (adaptació de l'anglès survivalism) és un moviment de persones o grups (anomenats preppers) que es preparen activament per a una possible alteració de l'ordre polític o social, a escala local, regional, nacional o internacional. Els survivalistes sovint es preparen amb anticipació per a aquests esdeveniments, rebent entrenament mèdic, emmagatzemant aigua i aliments, preparant-se per a defensar-se, i construint edificis que els ajudaran a sobreviure i refugiar-se. El survivalisme és abordat pels seus adherents de diferents maneres, depenent de les circumstàncies i de les seves particulars preocupacions, o bé dels riscos que poden arribar a passar en el futur. Els següents són només alguns exemples, encara que molts survivalistes encaixen en més d'una sola d'aquestes categories. Pel que fa a la preparació survivalista individual, hi ha grups de survivalistes i alguns fòrums a la xarxa, molt populars arreu del Món: Austràlia, Bèlgica, Canadà, França, Alemanya, Nova Zelanda, Noruega, Rússia, Suècia, Regne Unit o Estats Units.

## Escenaris possibles

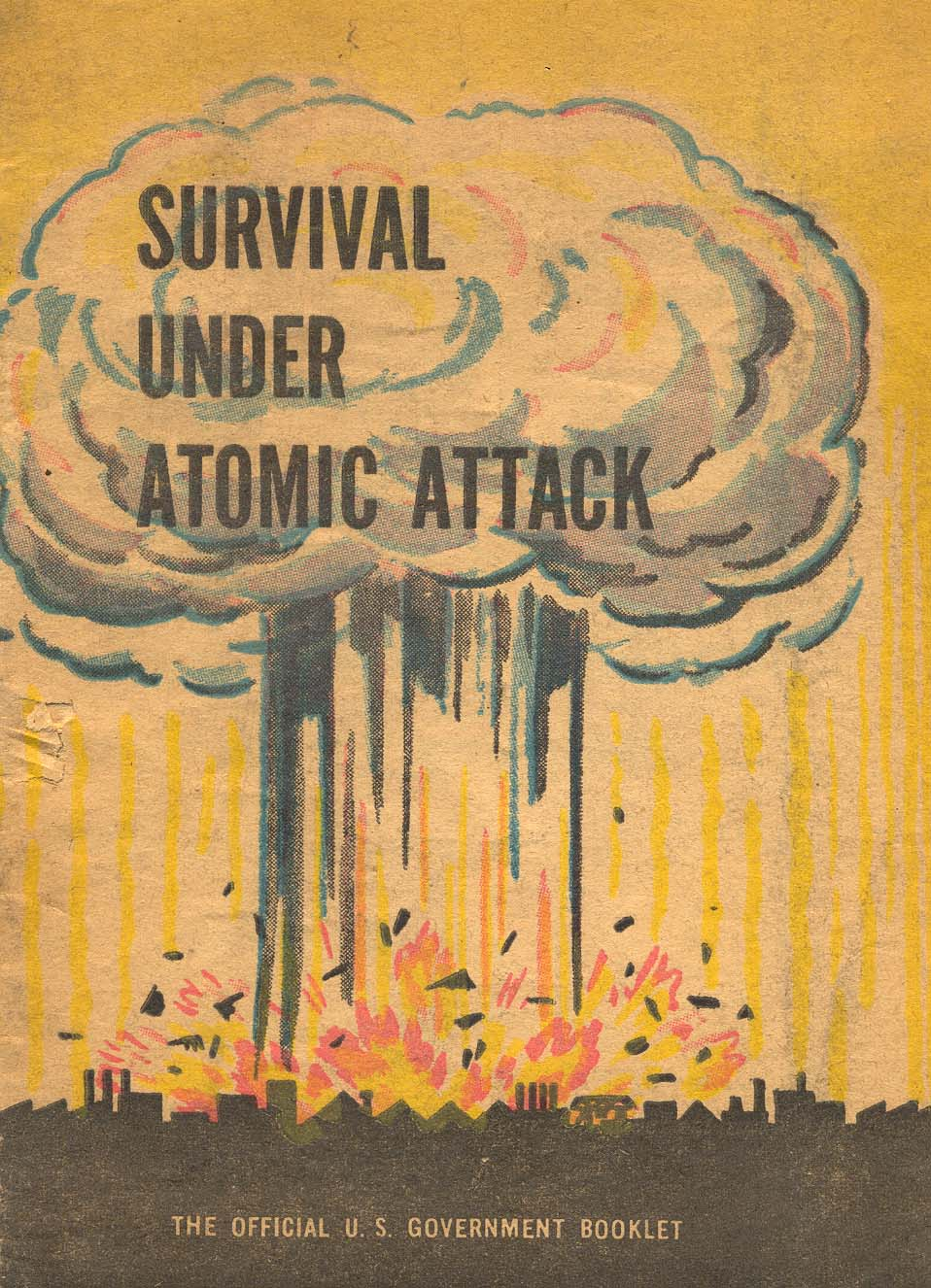
Portada del llibre "Supervivència sota un atac nuclear", de 1950.

Entre els escenaris o amenaces possibles podem distingir segons la causa predominant entre les que tenen el seu origen en l'activitat humana i entre les que són degudes a causes naturals.
- Un greu desastre natural, una crisi planetària apocalíptica, o bé canvis a la Terra, com ara terratrèmols, sismes submarins, inundacions, tornados, huracans, nevades, i grans tempestes elèctriques.
- Amenaces d'origen extraterrestre, com ara el possible impacte d'un meteorit, una possible invasió alienígena i / o qualsevol altra amenaça de l'espai.
- Un desastre causat per l'activitat de l'home: guerra convencional, guerra química, guerra biològica, guerra nuclear, contaminació radioactiva, i altres desastres causats per un govern enemic.
- Col·lapse general de la societat, resultat de la indisponibilitat d'aliments, aigua, electricitat i combustibles.
- Fallida monetària o crisi econòmica, originada per manipulacions monetàries, hiperinflació, deflació, i / o depressió econòmica global.
- Una sobtada pandèmia escampada a través de la població mundial.
- Fam arreu del Món i pujada sobtada del preu dels aliments.
- Caos generalitzat, i qualsevol altre esdeveniment apocalíptic inexplicable.
- Altres possibles amenaces són: la guerra informàtica, el terrorisme, i l'ús d'armes de destrucció massiva.

## Preparatius comuns
Els preparatius més comuns inclouen preparar un refugi, en un lloc segur, així com l'emmagatzematge d'aigua i aliments no peribles, conserves, provisions, equip per potabilitzar l'aigua, roba d'abrigar, llavors, llenya, combustible, armes de foc, municions, armes de caça i defensa pròpia, equip mèdic de primers auxilis, així com eines per a l'agricultura. Moltes persones no fan tots aquests preparatius, els survivalistes si ho fan, ja que la seva manera de vida consisteix a estar preparats.

## Preparatius estatals
Diversos països tenen organismes o agències governamentals destinats específicament a planificar, promoure, gestionar i executar accions de prevenció, resposta i rehabilitació davant situacions de risc col·lectiu com ara emergències, desastres i catàstrofes d'origen natural o provocades per l'acció humana, a través de la coordinació de xarxes de sistemes de resposta per tal d'atorgar protecció a les persones, els béns i el medi ambient.

## Tipus de preparacionistes
Els preparacionistes es divideixen en categories segons el temor contra el qual es preparen, i hi ha casos en què prenen mesures per a diversos escenaris possibles sense sentir-se identificats amb la resta.
- Temor a una crisi econòmica.
- Temor a una escassetat de combustibles.
- Temor a un desastre natural, com ara un supervolcà com el que es troba sota el parc nord-americà de Yellowstone.
- Temor a un canvi climàtic.
- Temor a una guerra nuclear.
- Temor a una epidèmia mundial.
- Temor al Judici Final.
- Temor a una invasió extraterrestre.
- Temor a una invasió zombi.